# Дрімлюга-лірохвіст бразильський
Дрімлюга-лірохвіст бразильський (Macropsalis forcipata) — вид дрімлюгоподібних птахів родини дрімлюгових. Мешкає в Бразилії і Аргентині. Це єдиний представник монотипового роду Бразильський дрімлюга-лірохвіст (Macropsalis).

## Опис
У самців бразильського дрімлюги-лірохвоста стернові пера є дуже довгими, і становлять дві третини від загальної довжини тіла. Довжина його тіла становить 28-31 см, не враховуючи хвіст довжиною 48-68 см. Верхня частина тіла коричнева, поцяткована сірувато-коричневими, охристими і світло-коричневими плямками і смужками. Білі плями на крилах відсутні. На задній частині шиї широкий охристий "комір", на горлі слабо виражена охрста пляма. Груди коричневі, поцятковані охристими смужками, живіт і боки охристі, поцятковані коричневими смужками. У самців видовжені стернові пера мають білі края, у самиць хвіст темний і помітно коротший. Голос — серія високих криків "Ціп, ціп, ціп".

## Поширення і екологія
Бразильські дрімлюги-лірохвости мешкають на південному сході Бразилії (від Мінас-Жерайсу і Еспіріту-Санту до Ріу-Гранді-ду-Сул) та на крайньому північному сході аргентинської провінції Місьйонес. Бродячі птахи спостерігалися в Парагваї. Бразильські дрімлюги-лірохвости живуть у вологих рівнинних і гірських атлантичних лісах та на узліссях. Зустрічаються на висоті від 600 до 2000 м над рівнем моря, на півночі ареалу у більш гірських районах. Живляться комахами, яких ловлять в польоті, злітаючи з землі. Сезон розмноження триває з листопада по січень. Самці бразильських дрімлюг-лірохвостів демонструють свої довгі хвости, піднявши їх над головою і розправивши білі пера у вигляді літери V. Яйця відкладають просто на опале листя, зазвичай під чагарником. Насиджує їх переважно самиця.